# Margarita Stolbizer
Margarita Rosa Stolbizer (Morón, 17 de marzo de 1955) es una política y abogada argentina. Lidera el Partido GEN, el cual fundó en 2007 tras abandonar la Unión Cívica Radical. Actualmente es Diputada Nacional por la Provincia de Buenos Aires por la alianza Juntos. Ejerció este cargo cuatro veces anteriormente durante los periodos 1997 y 2005, y entre 2009 y 2017. Presentó su candidatura a la gobernación de la provincia de Buenos Aires en tres oportunidades (2003, 2007 y 2011) y a la presidencia de la Nación en las elecciones de 2015.
Fue miembro del Consejo de Presidencia de la Asamblea Permanente por los Derechos Humanos y de la Comisión de Derechos Humanos del Parlamento Latinoamericano. Preside la asociación civil Bajo La Lupa.

## Familia y formación académica
Estudió derecho en la Universidad de Morón y se recibió de abogada en 1978. Fue elegida Secretaría General del Colegio de Abogados de Morón y miembro de la Junta de Gobierno de la Federación Argentina de Colegios de Abogados.
En 1984 un cilindro de gas explotó en la casa donde vivían Stolbizer y su madre, Margarita Ramos, y le causó a esta última heridas graves por las que terminaría falleciendo días después. Un mes más tarde le diagnosticaron el síndrome de Guillain-Barré, trastorno que le provocó parálisis y estar internada en terapia intensiva y una posterior rehabilitación hasta que fue recuperando el movimiento.

## Carrera política

### Unión Cívica Radical
Entre 1983 y 1985, con la llegada de la democracia, militó en la UCR y ocupó el cargo de Directora de Acción Social y Minoridad en la Municipalidad de Morón. Entre 1985 y 1989, durante la presidencia de Raúl Alfonsín fue concejal en Morón.

#### Diputada nacional (1997-2005)
Stolbizer formó parte en los años 90 de la Corriente de Opinión Nacional, línea interna de la UCR liderada por Federico Storani, quien se desempeñó como ministro del Interior bajo la presidencia de Fernando de la Rúa. 
En 1997 fue elegida diputada nacional por la Alianza por la Provincia de Buenos Aires, ocupando las presidencias de las comisiones de Juicio Político y Legislación Penal, y la vicepresidencia del bloque de la UCR. Stolbizer votó a favor de la ley que le otorgaba a Cavallo los llamados «superpoderes» y de la ley de flexibilización laboral.
En las elecciones de 2003 fue candidata a gobernadora de la provincia de Buenos Aires por la UCR, obteniendo el cuarto lugar con el 8,97 % de los votos (530 538 votos).
También fue elegida presidenta del comité UCR en la provincia de Buenos Aires para el periodo 2003-2005 sucediendo en el cargo a Federico Storani.

### GEN
En 2007 integró un grupo de dirigentes radicales que adoptaron una fuerte postura y propusieron que la UCR apoyara la candidatura presidencial de Elisa Carrió, exafiliada radical, en las elecciones de ese año. Debido a que su postura quedó en minoría, y ante la decisión de la UCR de apoyar la candidatura de Roberto Lavagna, el sector liderado por Stolbizer se separó del partido y se integró a la Coalición Cívica. Simultáneamente, el grupo se organizó como un partido político nuevo, bajo la denominación de Generación para un Encuentro Nacional (GEN).
En 2008 fue imputada junto con otros dirigentes políticos y gremiales por un supuesto delito a raíz de su participación en un acto que provocó un corte de ruta.
Después que en mayo de 2013, la titular del GEN denunció que en un asalto le fueron sustraídos de su casa dinero en efectivo y joyas familiares, un abogado la denunció por supuesto enriquecimiento ilícito pero la fiscalía determinó que dado el escaso valor de lo robado no se abriera causa alguna.
Stolbizer fue la denunciante en la llamada causa Hotesur en la cual Cristina Fernández de Kirchner se encuentra procesada por diversos delitos vinculados a la función pública. Por esa denuncia, Dalbón, el abogado de Cristina Fernández, hizo una denuncia penal contra Stolbizer y a otras personas, y la expresidenta solicitó la mediación respecto de un reclamo civil por daño moral, un paso previo indispensable para iniciar una posterior demanda.
El 9 de mayo de 2014 asumió como presidenta del Partido GEN a nivel nacional junto a Fabián Peralta (vicepresidente) por dos años. En diciembre de 2016 fue reemplazada como presidenta del Partido GEN por Jaime Linares.

#### Candidaturas a gobernadora (2007 y 2011)
Tras integrarse el GEN a la Coalición Cívica, Stolbizer fue designada como la candidata a gobernadora en la provincia de Buenos Aires. Se ubicó en segundo lugar en la elección de gobernador de la misma provincia con un millón cien mil votos (16,6 %), quedando por detrás de Daniel Scioli, por el Frente para la Victoria (48,1 %), y seguida en tercer lugar por Francisco De Narváez, por Unión - Pro (14,9 %).
En las elecciones de 2011, se presentó como candidata a gobernadora de la provincia de Buenos Aires por el Frente Amplio Progresista, acompañando la candidatura de Hermes Binner a presidente de la Nación, obtuvo el tercer lugar con un 11,68 % de los votos, por debajo de Francisco De Narváez (15,87 %) y de Daniel Scioli (55,06 %).

#### Candidatura presidencial (2015)
Para las elecciones presidenciales de 2015 se presentó como candidata a presidenta por la alianza Progresistas luego de que Hermes Binner del Partido Socialista bajara su candidatura. Su compañero de fórmula fue Miguel Ángel Olaviaga. 
En las elecciones primarias la fórmula Stolbizer-Olaviaga obtuvo el 3,5 % de los votos y en las generales el 2,5 %.

#### Diputada nacional (2009-2017)
En las elecciones de 2009, el GEN formó parte del Acuerdo Cívico y Social, llevando a Margarita Stolbizer como cabeza de la lista de candidatos a Diputados Nacionales por la Provincia de Buenos Aires. Obtuvo el tercer lugar con el 21,48% de la totalidad de los votos, detrás de la Unión PRO con el 34,58% y el Frente para la Victoria con el 32,11%.
Para las elecciones legislativas de 2013 forma parte del Frente Progresista, Cívico y Social, encabezando la lista de diputados nacionales, secundada por Ricardo Alfonsín. En las primarias de ese año obtuvo el tercer lugar con un 11,1 % de los votos, por debajo de Martín Insaurralde (29,6 %) y Sergio Massa (35,1 %).
En 2016, el Frente Renovador y su líder Sergio Massa postularon a Margarita Stolbizer como ministra de la Corte Suprema de Justicia de la Nación. En septiembre de 2016 presentó su primer libro Yo Acuso. En busca de la verdad y la justicia, publicado por la editorial Margen Izquierdo.
Ese mismo año fue denunciada como parte de una red de espionaje dentro de la AFIP, por el presunto tráfico de datos de la agencia. Fueron imputados junto a Stolbizer, la también diputada Elisa Carrió, la principal asesora y abogada de Stolbizer, Silvina Martínez y el entonces titular de la AFIP, Alberto Abad.
En las elecciones legislativas de 2017 fue segunda candidata a senadora nacional por la provincia de Buenos Aires por la alianza 1País, surgida ese mismo año principalmente de la unión con el Frente Renovador liderado por Sergio Massa. La alianza 1País obtuvo un 11,3 % de los votos en la categoría a senadores nacionales por la provincia de Buenos Aires, ubicándose en tercer lugar y sin posibilidad de ingresar legisladores al Senado de la Nación Argentina.
En 2017 nuevamente sufrió un hecho delictivo cuando delincuentes secuestraron brevemente a uno de sus hijos, entraron en la vivienda familiar y robaron pertenencias. En los últimos años presentó denuncias contra el Ministerio de Modernización.

#### Actividad posterior
Luego de terminar su mandato como diputada nacional, Stolbizer fundó la organización Bajo La Lupa, que actualmente dirige. La ONG se encarga de promover la independencia de la justicia, la transparencia pública, los derechos humanos y la equidad de género.
En las elecciones presidenciales de 2019 Stolbizer apoyó la coalición Consenso Federal que llevó a Roberto Lavagna como candidato a presidente y a Eduardo Bali Bucca como candidato a gobernador de la provincia de Buenos Aires.
Stolbizer es una de las fundadoras Grupo de Mujeres del Foro Interparlamentario de las Américas (FIPA) y fue la presidenta del Grupo Parlamentario de Amistad con Canadá y con Reino Unido. En diciembre de 2016 fue elegida Presidenta de Global Action (PGA) y presidenta del Grupo Parlamentario de Amistad con el Reino Unido. Es miembro de la Organización Mundial de Parlamentarios contra la Corrupción (GOPAC). Fue Coordinadora del Programa de Derecho Internacional y Derechos Humanos y del Programa de Paz y Democracia (Tratado Armas) y Presidenta del Comité Ejecutivo hasta diciembre de 2017.

#### Diputada nacional (2021-2025)
En las elecciones de 2021, Stolbizer junto a su partido GEN se sumó a la alianza Juntos para competir por la boleta de Facundo Manes en Provincia de Buenos Aires. El 12 de septiembre, la lista de Manes perdió la interna contra Diego Santilli, pero ambas listas de la alianza fueron las más votadas con el 39%. Luego de las elecciones legislativas en Argentina de 2021 resulta electa diputada por la Alianza Juntos.
Durante el gobierno de Javier Milei, Stolbizer integro el bloque Hacemos Coalición Federal presidido por Miguel Ángel Pichetto. En febrero del año 2024, en el debate de la Ley de Bases y Puntos de Partida para la Libertad de los Argentinos, fue la única de su bloque (junto a Mónica Fein, Esteban Paulón y Natalia de la Sota) en votar contra el proyecto legislativo, siendo considerada una traidora a la patria por el gobierno nacional. Finalmente, en abril de ese año, voto positivamente en general dicha ley, aunque en la votación en particular se diferencio en casi todos los artículos; dicha decisión le valió un escrache durante una recorrida en Bahía Blanca. Luego se mantuvo en su rol de opositora a la Presidencia de Javier Milei, votando a favor del financiamiento universitario y del aumento de jubilaciones, así como también fue una de las impulsoras que logró la derogación del DNU 256/2024 que le asignaba $100.000 millones de fondos reservados a la Secretaría de Inteligencia de Estado.

## Posiciones políticas
En 2009, Stolbizer hizo declaraciones contrarias a la despenalización del aborto. Sin embargo, aclaró que en ciertos casos, como el embarazo producto de una violación, en los cuales estaría a favor de interrumpir el embarazo. Posteriormente, cuando en 2018 se debatió sobre la despenalización del aborto, Stolbizer manifestó su opinión a favor de la misma.
Stolbizer se expresó en contra de bajar la edad de imputabilidad, y contra la reglamentación nacional que amplía la potestad en el uso de armas de fuego por parte de las fuerzas policiales.

## Premios y distinciones
- En 2018 la Fundación Konex le otorgó el Diploma al Mérito como Legisladora por el Período 2008-2017.[6]
- En 2016 recibió el Premio Emar Acosta al Liderazgo Sustentable Femenino en la Función Pública.[6][53]
- Fue nominada para el premio de Mujeres de Paz en el Mundo.[65][6]
- En varias oportunidades fue elegida dentro de los cinco diputados más laboriosos y en dos ocasiones fue premiada como el Legislador más laborioso.[6]